# Stará radnice (Jablonec nad Nisou)
Stará radnice je neorenesanční budova z let 1867 – 1869, postavená na Dolním náměstí v Jablonci nad Nisou.

## Historie
Budova staré radnice byla postavena v letech 1867–1869. V budově byla kromě městské správy umístěna také hlavní pošta a později i okresní úřad. V roce 1901 byla provedena přístavba do Chvojkovy ulice, ve 30. letech byl vchod přesunut do paty věže a přibyly také výkladní skříně v přízemí. V roce 1933 pak začal objekt sloužit jako knihovna, a to nejprve německá, od roku 1945 pak knihovna česká. V letech 1969–1978 prošla budova modernizací zázemí a rozsáhlou rekonstrukcí, jejíž součástí bylo i odstranění výkladních skříní.
Od roku 1958 je budova kulturní památkou.

## Architektura
Autorem projektu budovy byl liberecký architekt a stavitel Gustav Sachr (též Sachers). Budova je navržena ve stylu mnichovsky orientované neorenesance, neboli v tzv. obloučkovém stylu (Rundbogenstil). Je dvoupatrová, zděná a jejím nejnápadnějším prvkem je nárožní hranolová věž zakončená užším polygonálním nástavcem. Okna jsou obloukově zaklenuta a celá fasáda má štukovou bosáž.
Aktuální výtvarné řešení interiéru pochází z období rekonstrukce v 70. letech 20. století. Jedná se například o mosazné plastiky Vratislava K. Nováka, skleněné vitráže a obraz Jablonec Jiřího Dostála nebo obraz Jiřího Nepasického Hudba.